# 오로모어 위키백과

오로모어 위키백과는 오로모어로 운영되는 위키백과 언어판이다. 2007년에 시작되었다. 기호는 om이다.